# Smalplattfoting
Smalplattfoting (Polydesmus inconstans) är en mångfotingart som beskrevs av Robert Latzel 1884. Smalplattfoting ingår i släktet Polydesmus och familjen plattdubbelfotingar. Arten är reproducerande i Sverige. Inga underarter finns listade i Catalogue of Life.